# لاس توناس (شهر)
لاس توناس (شهر) (به اسپانیایی: Las Tunas (city)) یک شهر بزرگ، شهر و municipality of Cuba در کوبا است که در استان لاس توناس واقع شده‌است.

## خصوصیات
لاس توناس ۸۹۱ کیلومترمربع مساحت و ۱۷۱٬۹۵۷ نفر جمعیت دارد و ۹۲ متر بالاتر از سطح دریا واقع شده‌است.